# Роллинз, Брук
Брук Лесли Роллинз (англ. Brooke Rollins; род. 10 апреля 1972) — американский юрист, президент и генеральный директор America First Policy Institute. Министр сельского хозяйства США с 14 февраля 2025 года.
Ранее она занимала должность исполняющего обязанности директора Совета по внутренней политике США при президенте Дональде Трампе. До того, как занять эту должность, Роллинз курировала Управление американских инноваций Белого дома. С 2003 по 2018 год Роллинз была президентом и генеральным директором Техасского фонда государственной политики, аналитического центра свободного рынка в Остине. За время её работы в TPPF штат аналитического центра вырос с 3 до 100 человек.
Ранее Роллинз занимала должность заместителя генерального юрисконсульта, советника по этике и директора по политике губернатора Техаса Рика Перри. Она выступает за реформу уголовного правосудия.
23 ноября 2024 года избранный президент Дональд Трамп выдвинул Роллинз на должность министра сельского хозяйства.

## Биография

### Ранняя жизнь и образование
Роллинз выросла в Глен-Роз, штат Техас, и училась в Техасском университете A&M, который она окончила с отличием, получив степень бакалавра наук в области сельскохозяйственного развития в 1994 году. Во время учёбы в Техасском университете A&M Роллинз стала первой женщиной, избранной президентом студенческого совета. Она также была временным спикером Студенческого сената, председателем Судебного суда Техасского университета A&M, консультантом лагеря Fish Camp и была королевой классического клуба Cotton Bowl. В 2007 году Роллинз стала первой женщиной-спикером в колледже Aggie Muster, которая почтила память бывших студентов Техасского университета A&M.
Роллинз получила степень доктора права в юридической школе Техасского университета, окончив её с отличием.

### Карьера
После окончания юридической школы Роллинз несколько лет проработала в Hughes & Luce, LLP в Далласе и была клерком у судьи Федерального окружного суда США Барбары М. Линн.
В 2011 году Texas Monthly назвал Роллинз одной из 25 самых влиятельных техасцев.
В феврале 2018 года Роллинз сменила Рида Кордиша на посту помощника президента Трампа по межправительственным и технологическим инициативам и в качестве члена Управления американских инноваций.
Роллинз оказала влияние на принятие Закона о первом шаге, законодательства, которое реформирует тюремную систему страны и стремится сократить рецидивизм. Закон о первом шаге был подписан президентом Трампом в декабре 2018 года.
В мае 2020 года президент Трамп назначил Роллинз исполняющей обязанности директора Совета по внутренней политике США.